# Кам'яний Затон
Кам'яний Затон — урочище та однойменна фортеця, що було розташоване на лівому березі Дніпра біля однойменної затоки, навпроти впадіння річки Кінська в Дніпро (напроти Микитиного Рогу).
Свого часу Кам'яний Затон був межею між Великим Лугом і Базавлуком.
Береги урочища були скелясті, що пояснює походження назви.

## Історичне значення
Біля Кам'яного Затону річище Дніпра було загромаджене камінням (лоцмани називали його Кам'яна забора), що ускладнювало плавання, але полегшувало переправу з берега на берег.
Досить часто саме тут татари переправлялися через Дніпро, коли ріку сковувала крига, тут стояла татарська залога й перебувала митниця, тут же відбувався викуп полонених. На перетині шляху через Кам'яний Затон в Україну була зведена перша Запорозька Січ — Томаківська. Через Кам'яний Затон проходив також Кримський шлях.
На початку повстання Хмельницького біля Кам'яного Затону 6 травня (26 квітня) 1648 р. збунтувався загін реєстрових козаків, що знаходився в складі польської армії: реєстровці потопили реєстрову старшину й рушили до урочища Жовті Води на з'єднання з військом Богдана Хмельницького.

## Кам'янозатонська фортеця

### За часів Запорозької Січі
У 1686 р. перед зимою на лівому березі Дніпра напроти Кам'яного Затону на «запорозькому місці» царським воєводою Григорієм Касоговим була збудована тимчасова фортеця, де було розміщено московський гарнізон. Вона була закладена як один із опорних комунікаційних пунктів для забезпечення походу московсько-козацьких військ, які наступного року (1687) мали сюдою прямувати для завоювання Криму. Але разом з тим фортеця встановлювала контроль над транспортним сполучення між Запорозькою Січчю та територією Гетьманщини, що прямо зачіпало інтереси запорожців. На запит царського уряду до гетьмана Івана Самойловича щодо потреби облаштування тут укріплення з постійним гарнізоном до весни (початку походу), чи розпуску до початку походу залишеного в облаштованій фортеці гарнізону, гетьман 3 січня 1687 р. порадив продовжувати утримувати фортецю царськими ратними людьми [1 А].
Після невдалого Першого Кримського походу та повалення гетьмана Самойловича (25 липня 1687 р.) московський уряд дав завдання Касогову побудувати тут постійну фортецю з постійним гарнізоном з царських військ. Новий гетьман Іван Мазепа не зміг, або не вважав доцільним, цьому протидіяти. З 1688 р. Касогов за царським наказом почав у Кам'яному Затоні інтенсивно здійснювати будівництво капітальних фортечних укріплень.
18 липня 1692 р. в Кам'яному Затоні був обраний гетьманом України Петро Іваненко (Петрик), готуючись до повстання проти Мазепи. Тоді ж призначили трьох полковників (Василя Бузького, Кіндрата й Василя Сису) й шістьох сотників.
Будівництво Кам'янозатонської фортеці, як і слід було очікувати, викликало у низових козаків негативну реакцію. Це
відобразилось в активному перешкоджанні будівництву Кам'янозатонської фортеці, що протягом 1701—1703 рр. переросло у справжню малу війну, яку
січовики вели проти ратників генерала Кольцо-Масальського та силовій протидії колонізації мешканцями Гетьманщини земель Січі по р. Самарі.
Однак фортеця могла використовуватися і використовувалася для контролю за діями запорожців. Через це січовики виступали проти її спорудження.
У 1702 р. кошовий Кость Гордієнко надіслав листа царю Петру I, в якому писав про утиски запорожців московськими воєводами, особливо після будівництва фортеці Кам'яний Затон і розміщення там московської залоги. Тим же мотивувалась і відмова присягнути на вірність московському царю.
На початку 1704 року тільки-но знову обраний кошовим Кость Гордієнко заявив царському посланцю: «Кам'янозатонський воєвода Шеншин чинить нам всілякі неприємності, коней відбирає, мене і все поспільство лає і називає своїми підданими, загрожує, говорячи, нібито солдати, тікаючи з Кам'яного Затону, живуть у нас, в Січі. Але у нас в Січі таких збіглих солдатів нема, а хоч би і були, то у нас здавна такий звичай: хто прийде, того й приймаємо, і хто захоче, той і живе у нас». Далі Гордієнко застерігав: «Якщо воєвода і надалі так буде робити, то нам вже терпіти не можна більше, аби від його злих вчинків не стало якогось заворушення, яке може охопити і всю північ; не підняти б цим і всю Україну»
Коли кошовий Гордієнко із запорожцями отримали від Мазепи звістку про те, що останній перейшов до шведів, подиву їхньому не було меж. Порадившись, вони вирішили підтримати Мазепу. В листі до нього вони просили прислати гетьманських і королівських уповноважених, щоб домовитися про спільні дії. Крім того, вони прохали військової допомоги для зруйнування російської фортеці при Кам'яному Затоні.

### Після знищення Січі
По знищенню Січі цар, посиливши кам'янозатонський гарнізон, поклав на його коменданта обов'язок перешкоджати запорожцям повертатися на старі місця їх мешкання.
У 1711 р. фортецю було зруйновано за результатами Прутського миру, згідно з яким Московська держава передавала Туреччині Азов і мусила зруйнувати свої щойно зведені фортеці Таганрог, Кам'яний Затон у нижній течії Дніпра та Богородицьку у гирлі Самари.
У 1736 під час російсько-турецької війни 1735—1739 на місці фортеці було споруджено Кам'янозатонський редут, в якому розташовувалася військова команда — 1 тис. солдатів та запорожців, що несли сторожову службу.
Наприкінці 18 ст. поблизу редута виникло с. Кам'янка (нині м. Кам'янка-Дніпровська). Після приєднання Північного Причорномор'я та Криму до Росії потреба у фортеці відпала, тому гарнізон було виведено, а сама фортеця поступово зруйнувалася. Сусіднє поселення з часом стало містечком.
1 А. Універсали Івана Мазепи. — К., 2006. — Ч. 2.- Додаток І. — № 74, с. 525—530.